# Бойковец
Бойковец е село в Западна България. То се намира в Община Етрополе, Софийска област.

## География
Село Бойковец се намира в хълмиста местност, в красивата долина на река Равна, на 11 километра западно от град Етрополе.

## Културни и природни забележителности
В Бойковец има много природни забележителности. Над селото е разположена местността Шиндарника. Едно от най-известните места е Въртешката, където са се провеждали боеве за освобождаването на България от османска власт. Има паметна плоча, увековечаваща тези битки. Също така оттам минава стария римски път за София „Калдрама“. През селото минава Суха река.

## Редовни събития
Всяка последна събота на февруари се празнува зимен празник.